# Felipe de Magelhães
Felipe de Magelhães (ca. 1571 – 1652) was een Portugees componist.
Hij was de favoriete leerling van Manoel Mendes en de leraar van onder andere Estêvão de Brito en Estêvão Lopes Morago'
Hij werd in 1585 tot priester gewijd en volgde Manoel Mendes op als koormeester van het jongenskoor van Evóra in 1589. Hij was verbonden aan de koninklijke kapel in Lissabon van 1596 tot 1641 en werd er kapelmeester in 1623. Hij was in de gunst van hertog João van Bragança, de latere koning. Daardoor was hij in staat zijn werk in druk uit te geven. In 1636 gaf hij een boek met Missen en een boek met Maria-hymnen uit.
- Biblioteca Nacional de España: XX1771633
- Bibliothèque nationale de France: cb13893148t (data)
- Gemeinsame Normdatei: 118913212
- International Standard Name Identifier: 0000 0000 8155 3555
- Library of Congress Control Number: n85098952
- MusicBrainz: 66b7696a-3cb6-4ccb-9195-ef4c5b482a13
- Nationale Bibliotheek van Israël: 987007285262705171
- Nederlandse Thesaurus van Auteursnamen: 071070109
- Virtual International Authority File: 74651894
- WorldCat: E39PBJr83jYDMQPG9FFWGRGJXd